# وجهة نظر (فلسفة)
في الفلسفة، تعني وجهة النظر تبنّي موقف أو سلوك لدى شخص في شأنٍ ما. يعود تاريخ هذا الاستخدام المجازي للمفهوم إلى العام 1760. وبهذا المعنى، يماثل الاستخدام معاني مصطلح المنظور (أو، المنظور المعرفي). لمفهوم «وجهة النظر» وظائف عدّة ويكتنفه شيء من الغموض. يمكن الحكم على العديد من الأشياء انطلاقًا من وجهات نظر محددة، قد تكون شخصيةً، أو تقليدية، أو أخلاقية (كما يلخّص المثل «الجمال في عين الناظر»). لذلك، فإن معرفتنا المتعلقة بالواقع تنحكم نسبيًا إلى وجهة نظر محددة.
عمِد كلّ مِن فاسيكز كامبوس ومانويل ليز غوتيريز إلى تحليل مفهوم «وجهة النظر» عبر مقاربتَين: تنطلق إحداهما من مفهوم «الاتجاهات الافتراضية»، وتنطلق ثانيهما من مفهوميّ «الموقع» و«الوصول».

## التحليل
يقدّم كلّ مِن مارغريتا فاسكيز كامبوس وأنتونيو مانويل ليز غوتيريز في كتابهما المعنون «مفهوم وجهة النظر»، يقدّمان تحليلًا جامعًا لتركيبة المفهوم. يُشير المؤلفان إلى أنه رغم أهمية المصطلح في العديد من الخطابات، فإنه لم يخضع لتحليل وافٍ، مع التسليم بوجود بعض الأعمال الهامة المتعلقة بموضوعه. يذكران أن أوائل الفلاسفة الإغريق الكلاسكيين، بدءًا ببارمينيدس وهيرقلطيس، قد تناولوا العلاقة بين «المظهر» والواقع، بمعنى كيفية ارتباط وجهات نظرنا بالواقع. يُشير المؤلفان بشكل خاص إلى عمل لودفيغ فيتغنشتاين «كراسة في المنطق والفلسفة». يعتبر المؤلفان نظرية فيتغنشتاين «الصور» أو «النماذج» (استعمل فيتغنشتاين الكلمة الألمانية بيلد، والتي تعني «صورة» و«نموذجًا» في الآن ذاته)، يعتبرانها توضيحًا للعلاقة بين وجهات النظر والواقع.

### الاتجاهات الافتراضية
يمكن تحليل التركيبة الداخلية لوجهة النظر بطريقة مماثلة لمفهوم الاتجاهات الافتراضية. الاتجاه الافتراضي، هو اتجاه أي حالة ذهنية تكوّن موقف الفرد تجاه افتراضٍ ما. من الأمثلة على هذه الاتجاهات، «أن تؤمن بشيءٍ ما»، «أن ترغب شيئًا ما»، و«أن تخمّن شيئًا ما»، و«أن تذكرَ شيئًا ما»...إلخ. يفترض كلّ مِن فاسكيز كامبوس وغوتيريز إمكانية تحليل وجهات النظر بوصفها مجموعات مركّبة من الاتجاهات الافتراضية. يبني الكاتبان مقاربتهما هاتِه على عمل كريستوفر بيكوك المعنى والمحتوى.
ضمن هذا الاتجاه، يمكن للشخص تنفيذ تصنيف أنطولوجي باعتبارات متميزة، مثل وجهات النظر الفردية مقابل الجمعيّة، والشخصية مقابل غير الشخصية، والمفاهيمية مقابل غير المفاهيمية...إلخ.

### الموقع والوصول
في حين تسعى مقاربة الاتجاهات الافتراضية إلى تحليل وجهات النظر داخليًا، تحلّل مقاربة «الموقع/الوصول» وجهات النظر خارجيًا، من خلال أدوارها. يُشير مصطلح «الوصول» إلى عبارة ليز غوتيريز أن «وجهات النظر، أو المنظور، هي وسائل تتيح الوصول إلى العالم وإلى ذواتنا»، ويُشير مصطلح «الموقع» إلى اقتباس من جون مولين مفاده أن وجهات النظر «هي وسائل لمعاينة الأشياء والأحداث من مواقع محددة». يرفض مولين المفهوم القائل بإمكانية اختزال وجهات النظر في قواعد مبنية على بعض النظريات، أو الأمثال الحكيمة، أو العقائد. ينظر مولين إلى مفهوم «الموقع» بطريقتين: بطريقة مباشرة مثل زاوية الرؤية، وبطريقة ممتدة، وهي الطريقة التي توفّر بها زاوية الرؤية منظورًا معينًا، أي تؤثّر في التصوّر.
يمكن لهذه المقاربة معالجة المسائل الإبستمولوجية، مثل النسبية، ووجود وجهة نظر مطلقة، وتطابق وجهات النظر (بما في ذلك «الخلاف بلا عيب»)، وإمكانية وجود وجهة نظر دون حاملها، وإلى ما هنالك.